# Poné Play
Poné play es un programa de televisión uruguayo de entretenimientos, estrenado el 14 de diciembre de 2020 en Teledoce. Presentado por Pablo Fabregat, en su caracterización de Tío Aldo, junto a Fabián Delgado y Soledad Ramírez, se trata de una adaptación del formato francés, Le Grand Blind test.
A partir del episodio del 19 de septiembre de 2022, los participantes pasan a ser famosos, y los capitanes de los equipos, Majo Álvarez y Pablo Oyhenart.

## Formato
El programa consiste de dos equipos de tres integrantes cada uno. Un concursante juega con Fabián Delgado y el otro, con Soledad Ramírez; en cada equipo participa una celebridad invitada. Mediante diferentes temáticas, los participantes deben adivinar el intérprete de las canciones de las cuales escuchan fragmentos, para de esta manera acumular puntos. El equipo con más puntos llega a la final, donde se juega por dinero.

## Programas
| Lista de Índices de audiencia de Poné Play 2020 | Lista de Índices de audiencia de Poné Play 2020 | Lista de Índices de audiencia de Poné Play 2020 | Lista de Índices de audiencia de Poné Play 2020 | Lista de Índices de audiencia de Poné Play 2020 | Lista de Índices de audiencia de Poné Play 2020 |
| #                                               | Fecha                                           | Celebridades invitadas                          | Índice de audiencia (Ibope)                     | Resultado                                       | Ref.                                            |
| ----------------------------------------------- | ----------------------------------------------- | ----------------------------------------------- | ----------------------------------------------- | ----------------------------------------------- | ----------------------------------------------- |
| 1                                               | 14 de diciembre de 2020                         | Jorge "Coco" Echagüe Patricia Wolf              | 13,2                                            | Primero                                         | [ 7 ]                                           |
| 2                                               | 21 de diciembre de 2020                         | Camila Rajchman Germán Medina                   | *                                               | *                                               | *                                               |
| 3                                               | 28 de diciembre de 2020                         | Chris Namús Rafa Villanueva                     | 12,3                                            | Primero                                         | [ 8 ]                                           |

| Lista de Índices de audiencia de Poné Play 2021 | Lista de Índices de audiencia de Poné Play 2021 | Lista de Índices de audiencia de Poné Play 2021 | Lista de Índices de audiencia de Poné Play 2021 | Lista de Índices de audiencia de Poné Play 2021 | Lista de Índices de audiencia de Poné Play 2021 |
| #                                               | Fecha                                           | Celebridades invitadas                          | Índice de audiencia (Ibope)                     | Resultado                                       | Ref.                                            |
| ----------------------------------------------- | ----------------------------------------------- | ----------------------------------------------- | ----------------------------------------------- | ----------------------------------------------- | ----------------------------------------------- |
| 4                                               | 4 de enero de 2021                              | Ximena Barbé Martín Angiolini                   | 10,4                                            | Cuarto                                          | [ 9 ]                                           |
| 5                                               | 11 de enero de 2021                             | Pablo Pintos Leo Pacella                        | 13,8                                            | Primero                                         | [ 10 ]                                          |
| 6                                               | 18 de enero de 2021                             | Varina De Cesare Valentín Rodríguez Bausero     | 12,9                                            | Primero                                         | [ 11 ]                                          |
| 7                                               | 25 de enero de 2021                             | Pablo Oyhenart Diego González                   | 14,0                                            | Primero                                         | [ 12 ]                                          |
| 8                                               | 1 de febrero de 2021                            | Felipe Havranek Yesty Prieto                    | 12,5                                            | Tercero                                         | [ 13 ]                                          |
| 9                                               | 8 de febrero de 2021                            | Daniel Baldi Nelson Burgos                      | 14,1                                            | Primero                                         | [ 14 ]                                          |
| 10                                              | 15 de febrero de 2021                           | Victoria Zangaro Victoria Ripa                  | 12,5                                            | Segundo                                         | [ 15 ]                                          |
| 11                                              | 22 de febrero de 2021                           | Camila Sapin Diego Jokas                        | *                                               | *                                               | *                                               |
| 12                                              | 24 de febrero de 2021                           | Sebastián González Anita Valiente               | 13,2                                            | Cuarto                                          | [ 16 ]                                          |
| 13                                              | 1 de marzo de 2021                              | Jimena Vázquez Guillermo Lockhart               | 14,8                                            | Primero                                         | [ 17 ]                                          |
| 14                                              | 3 de marzo de 2021                              | Álvaro Gutiérrez Catalina Ferrand               | 10,9                                            | Cuarto                                          | [ 18 ]                                          |
| 15                                              | 8 de marzo de 2021                              | Aldo Cauteruccio Martín Prado                   | 13,5                                            | Segundo                                         | [ 19 ]                                          |
| 16                                              | 10 de marzo de 2021                             | Florencia Infante Gaucho Influencer             | 12,2                                            | Tercero                                         | [ 20 ]                                          |
| 17                                              | 15 de marzo de 2021                             | Ana Laura Romano Mariano López                  | 14,9                                            | Primero                                         | [ 21 ]                                          |
| 18                                              | 17 de marzo de 2021                             | Maximiliano de la Cruz Lucía Brocal             | 11,1                                            | Quinto                                          | [ 22 ]                                          |
| 19                                              | 22 de marzo de 2021                             | Nati Ferrero Judy del Bosque                    | *                                               | *                                               | *                                               |
| 20                                              | 24 de marzo de 2021                             | Jessy López Jorge "Coco" Echagüe                | 12,8                                            | Tercero                                         | [ 23 ]                                          |
| 21                                              | 29 de marzo de 2021                             | Gonzalo Delgado Marcel Keoroglian               | *                                               | *                                               | *                                               |
| 22                                              | 31 de marzo de 2021                             | Carmen Morán Varina De Cesare                   | 11,5                                            | Tercero                                         | [ 24 ]                                          |
| 23                                              | 5 de abril de 2021                              | María Noel Minozzo Frankie Lampariello          | 13,6                                            | Tercero                                         | [ 25 ]                                          |
| 24                                              | 7 de abril de 2021                              | Agustina Morales Roxanne Machín                 | 12,3                                            | Quinto                                          | [ 26 ]                                          |
| 25                                              | 12 de abril de 2021                             | Catalina de Palleja "El Reja"                   | *                                               | *                                               | *                                               |
| 26                                              | 14 de abril de 2021                             | Pablo Zicari Nacho Obes                         | 12,6                                            | Tercero                                         | [ 27 ]                                          |
| 27                                              | 19 de abril de 2021                             | Héctor "Puchi" García Javier Pacheco            | *                                               | *                                               | *                                               |
| 28                                              | 21 de abril de 2021                             | Diego Zas Denis Ramos                           | *                                               | *                                               | *                                               |
| 29                                              | 26 de abril de 2021                             | Carla Lorenzo Leo Barizzoni                     | *                                               | *                                               | *                                               |
| 30                                              | 28 de abril de 2021                             | Kristel Latecki Leticia Cohen                   | 10,9                                            | Primero                                         | [ 28 ]                                          |
| 31                                              | 3 de mayo de 2021                               | Karina Vignola Guillermo Lockhart               | *                                               | *                                               | *                                               |
| 32                                              | 5 de mayo de 2021                               | Paula Scorza Jimena "Jige" Vázquez              | *                                               | *                                               | *                                               |
| 33                                              | 10 de mayo de 2021                              | Diego Ríos Nico Etcheverry                      | *                                               | *                                               | *                                               |
| 34                                              | 12 de mayo de 2021                              | Alejandra Labraga Facundo Macchi                | 11,5                                            | Segundo                                         | [ 29 ]                                          |
| 35                                              | 19 de mayo de 2021                              | Lucía Rodríguez Diego Waisrub                   | 11,9                                            | Tercero                                         | [ 30 ]                                          |
| 36                                              | 26 de mayo de 2021                              | Victoria Ripa Chris Namús                       | 10,5                                            | Tercero                                         | [ 31 ]                                          |
| 37                                              | 2 de junio de 2021                              | Nelson Burgos Diego Castro                      | *                                               | *                                               | *                                               |
| 38                                              | 9 de junio de 2021                              | María Eugenia García César Bianchi              | 11,7                                            | Tercero                                         | [ 32 ]                                          |
| 39                                              | 16 de junio de 2021                             | José Ignacio Romero Robert Moré                 | 10,4                                            | Cuarto                                          | [ 33 ]                                          |
| 40                                              | 23 de junio de 2021                             | Mariano López Daniel Ketchedjian                | *                                               | *                                               | *                                               |
| 41                                              | 30 de junio de 2021                             | Nati Ferrero Andrés Ojeda                       | 09,9                                            | Quinto                                          | [ 34 ]                                          |
| 42                                              | 14 de julio de 2021                             | Felipe Havranek Camila Cibils                   | *                                               | *                                               | *                                               |
| 43                                              | 21 de julio de 2021                             | Fredy González Leo Díaz                         | *                                               | *                                               | *                                               |
| 44                                              | 26 de julio de 2021                             | María Borges Pablo Oyhenart                     | *                                               | *                                               | *                                               |
| 45                                              | 28 de julio de 2021                             | Frankie Lampariello Cecilia Olivera             | *                                               | *                                               | *                                               |
| 46                                              | 2 de agosto de 2021                             | Lucía Brocal Martín Angiolini                   | 10,0                                            | Quinto                                          | [ 35 ]                                          |
| 47                                              | 4 de agosto de 2021                             | Victoria Ripa Sebastián González                | 10,3                                            | Cuarto                                          | [ 36 ]                                          |
| 48                                              | 9 de agosto de 2021                             | Josefina Damiani Alaska                         | 11,7                                            | Quinto                                          | [ 37 ]                                          |
| 49                                              | 11 de agosto de 2021                            | Mariana Rethen Álvaro Gutiérrez Felscher        | *                                               | *                                               | *                                               |
| 50                                              | 16 de agosto de 2021                            | Cintia Caballero Jorge "Coco" Echagüe           | *                                               | *                                               | *                                               |
| 51                                              | 18 de agosto de 2021                            | Natalie Yoffe Gaucho Influencer                 | *                                               | *                                               | *                                               |
| 52                                              | 23 de agosto de 2021                            | Diego Castro Ximena Barbé                       | *                                               | *                                               | *                                               |
| 53                                              | 24 de agosto de 2021                            | Especial "Noche de la Nostalgia"                | *                                               | *                                               | *                                               |
| 54                                              | 30 de agosto de 2021                            | Karen Todoroff Gaspar Valverde                  | *                                               | *                                               | *                                               |
| 55                                              | 1 de septiembre de 2021                         | Manuela da Silveira Peke Sander                 | *                                               | *                                               | *                                               |
| 56                                              | 6 de septiembre de 2021                         | Lola De Los Santos Braulio Assanelli            | *                                               | *                                               | *                                               |
| 57                                              | 9 de septiembre de 2021                         | Marianela Lugano Andrés Ojeda                   | *                                               | *                                               | *                                               |
| 58                                              | 13 de septiembre de 2021                        | Juanchi Hounie Lucía Soria                      | 10,5                                            | Quinto                                          | [ 38 ]                                          |
| 59                                              | 16 de septiembre de 2021                        | Victoria Ripa Mónica Willengton                 | *                                               | *                                               | *                                               |
| 60                                              | 20 de septiembre de 2021                        | Vala Nirenberg José Sena                        | 10,4                                            | Quinto                                          | [ 39 ]                                          |
| 61                                              | 23 de septiembre de 2021                        | Majo Borges Samantha Navarro                    | *                                               | *                                               | *                                               |
| 62                                              | 27 de septiembre de 2021                        | Especial "Participantes de Fuego Sagrado"       | *                                               | *                                               | *                                               |
| 63                                              | 4 de octubre de 2021                            | Peke Sander Martín Angiolini                    | *                                               | *                                               | *                                               |
| 64                                              | 7 de octubre de 2021                            | Fabian Moreira John Geleris                     | *                                               | *                                               | *                                               |
| 65                                              | 11 de octubre de 2021                           | Especial "Equipo de Desayunos informales"       | *                                               | *                                               | *                                               |
| 66                                              | 14 de octubre de 2021                           | Martín Prado Alejandra Labraga                  | *                                               | *                                               | *                                               |
| 67                                              | 18 de octubre de 2021                           | Florencia Núñez Carmen Pi                       | 11,1                                            | Segundo                                         | [ 40 ]                                          |
| 68                                              | 21 de octubre de 2021                           | Especial "Equipo de La Culpa es de Colón"       | 9,9                                             | Quinto                                          | [ 41 ]                                          |
| 69                                              | 25 de octubre de 2021                           | Anita Valiente Ana Prada                        | 12,1                                            | Segundo                                         | [ 42 ]                                          |
| 70                                              | 28 de octubre de 2021                           | Guillermo Lockhart Daniel Ketchedjian           | *                                               | *                                               | *                                               |
| 71                                              | 1 de noviembre de 2021                          | Especial "Ellas"                                | *                                               | *                                               | *                                               |
| 72                                              | 4 de noviembre de 2021                          | Denis Elías Fabián Marquisio                    | 10,2                                            | Tercero                                         | [ 43 ]                                          |
| 73                                              | 8 de noviembre de 2021                          | Especial "Tropical"                             | 11,8                                            | Segundo                                         | [ 44 ]                                          |
| 74                                              | 11 de noviembre de 2021                         | Ariel Pérez Eleonora Navatta                    | 11,6                                            | Primero                                         | [ 45 ]                                          |
| 75                                              | 15 de noviembre de 2021                         | Facundo Ponce de León Sofía Rodríguez           | 12,9                                            | Primero                                         | [ 46 ]                                          |
| 76                                              | 18 de noviembre de 2021                         | Fernando "Monti" Montero Gaspar Valverde        | 9,2                                             | Cuarto                                          | [ 47 ]                                          |
| 77                                              | 22 de noviembre de 2021                         | Chris Namús Catherine Vergnes                   | 8,5                                             | Quinto                                          | [ 48 ]                                          |
| 78                                              | 29 de noviembre de 2021                         | Francis Andreu Nadia Theoduloz                  | 11,9                                            | Cuarto                                          | [ 49 ]                                          |
| 79                                              | 6 de diciembre de 2021                          | Jorge "Coco" Echagüe Camila Rajchman            | *                                               | *                                               | *                                               |
| 80                                              | 13 de diciembre de 2021                         | Diego Miranda Germán Medina                     | 10,4                                            | Tercero                                         | [ 50 ]                                          |
| 81                                              | 20 de diciembre de 2021                         | Jorge Balmelli Nicolás Batalla                  | 10,8                                            | Segundo                                         | [ 51 ]                                          |
| 82                                              | 27 de diciembre de 2021                         | Karina Vignola Matías Gómez                     | 10,9                                            | Segundo                                         | [ 52 ]                                          |

| Lista de Índices de audiencia de Poné Play 2022 | Lista de Índices de audiencia de Poné Play 2022 | Lista de Índices de audiencia de Poné Play 2022 | Lista de Índices de audiencia de Poné Play 2022 | Lista de Índices de audiencia de Poné Play 2022 | Lista de Índices de audiencia de Poné Play 2022 |
| #                                               | Fecha                                           | Celebridades invitadas                          | Índice de audiencia (Ibope)                     | Resultado                                       | Ref.                                            |
| ----------------------------------------------- | ----------------------------------------------- | ----------------------------------------------- | ----------------------------------------------- | ----------------------------------------------- | ----------------------------------------------- |
| 83                                              | 3 de enero de 2022                              | Charly Álvarez Guada Romero                     | 10,7                                            | Primero                                         | [ 53 ]                                          |
| 84                                              | 10 de enero de 2022                             | Sebastián González Shulay Cabrera               | 10,5                                            | Primero                                         | [ 54 ]                                          |
| 85                                              | 17 de enero de 2022                             | Vala Nirenberg Judy del Bosque                  | *                                               | *                                               | *                                               |
| 86                                              | 24 de enero de 2022                             | Magdalena Prado Alejandro de Barbieri           | *                                               | *                                               | *                                               |
| 87                                              | 31 de enero de 2022                             | Mónica Willengton Peke Sander                   | 9,2                                             | Tercero                                         | [ 55 ]                                          |
| 88                                              | 7 de febrero de 2022                            | Cintia Caballero Clipper                        | 8,4                                             | Quinto                                          | [ 56 ]                                          |
| 89                                              | 14 de febrero de 2022                           | Ignacio Romero Facundo Macchi                   | 9,4                                             | Quinto                                          | [ 57 ]                                          |
| 90                                              | 21 de febrero de 2022                           | Lucía Rodríguez Diego Iraola                    | 8,6                                             | Tercero                                         | [ 58 ]                                          |
| 91                                              | 28 de febrero de 2022                           | Jorge Lenoble Fernanda Kosak                    | *                                               | *                                               | *                                               |
| 92                                              | 7 de marzo de 2022                              | Hernán Prieto Checho Bianchi                    | *                                               | *                                               | *                                               |
| 93                                              | 14 de marzo de 2022                             | Paula Scorza Rafael Villanueva                  | *                                               | *                                               | *                                               |
| 94                                              | 21 de marzo de 2022                             | Natalie Yoffe Mariano López                     | *                                               | *                                               | *                                               |
| 95                                              | 28 de marzo de 2022                             | Pitufo Lombardo Daniel Ketchedjian              | *                                               | *                                               | *                                               |
| 96                                              | 4 de abril de 2022                              | Tav Lust Christian Font                         | *                                               | *                                               | *                                               |
| 97                                              | 11 de abril de 2022                             | Daniel Baldi Rossana Duarte                     | *                                               | *                                               | *                                               |
| 98                                              | 18 de abril de 2022                             | Sofía Romano Facundo Santo Remedio              | *                                               | *                                               | *                                               |
| 99                                              | 25 de abril de 2022                             | Gonzalo Zipitría Gonzo Roll                     | *                                               | *                                               | *                                               |

(*) - La emisión no estuvo entre los cinco programas más vistos del día